# مارک آلوت
مارک آلوت (انگلیسی: Mark Allott؛ زادهٔ ۳ اکتبر ۱۹۷۷) بازیکن فوتبال اهل بریتانیا است.
از باشگاه‌هایی که در آن بازی کرده‌است می‌توان به باشگاه فوتبال چسترفیلد، باشگاه فوتبال ترانمره راورز، باشگاه فوتبال اولدهام اتلتیک، و باشگاه فوتبال هاید اشاره کرد.